# 烈火雄心 (電視劇)
《烈火雄心》（英語：Burning Flame）是香港電視廣播有限公司於1998年拍攝製作的時裝紀律部隊電視劇，全劇共43集，監製王心慰；此劇為《烈火雄心系列》第一輯，亦為無綫電視所選播的「31周年台慶劇」。
此劇由古天樂、王喜及關詠荷領銜主演，並由李子雄、梁琤、錢嘉樂及鄭敬基聯合主演，以消防員作為包裝，圍繞富貴家庭劉家三兄弟的爭產及引發的一系列復仇故事。該劇獲得香港消防處全力支持協助拍攝。當中於第39至40集之鴻運大廈大火場景參照了嘉利大廈五級火警。
此劇於2000年7月、2004年6月、2014年2月及2019年6月在翡翠台，2016年10月8日在TVB星河頻道重播。

## 創作背景
此劇的創作沿革十分順利，據監製王心慰所述，某日戲劇部高層曾勵珍經過其辦公室，當時她正在閱讀日本漫畫《消防員的故事》，曾問其閲讀什麼，其立刻回應並且詢問曾可否開拍一部以消防員為主題的電視劇，曾最終應允。因此此劇成功開拍並成為了台慶劇。

## 劇情簡介
自小立志成為消防員的駱天祐（王喜飾），與好友司徒拔（鄭敬基飾）及吳大興（錢嘉樂飾）一同投考消防訓練學校，於校內結識了英俊寡言的劉海栢（古天樂飾）、外剛內柔的沈碧瑤（關詠荷飾）及少爺兵胡港基（鄧兆尊飾），彼此成為好友。在教練何星（夏韶聲飾）的地獄式訓練下，各人排除萬難，成功畢業，並分別加入不同的消防局。
天佑、拔、碧瑤及大興等被派往消防精英駱曉峰（李子雄飾）指揮的消防局，而海栢則獲派駐長洲。天祐得曉峰賞識，建立亦師亦友的關係；但世事難料，因天祐母親郭麗群（羅冠蘭飾）突然病危，揭發原來天佑和曉峰乃同父異母的兄弟！此時，天佑漸成為出色的消防員，鋒芒蓋過曉峰，而曉峰因一次錯誤決定，受盡指責，被逼辭職，因而遷怒天佑。再加上曉峰發現深愛的碧瑤竟鍾情於天祐，兄弟二人關係更勢成水火。
另一方面，女消防員駱曉翠（梁琤飾）（ 劉海栢的未婚妻）與劉海栢的兄長劉海逸（鄭子誠飾）是前度戀人，這段糾纏不清的戀情終令兄弟決裂；另一消防員王駿發（馬德鐘飾）欲替兄長王駿傑（黃德斌飾）報仇而投靠黑幫，誓要置海逸於死地。
各人備受感情困擾的同時，亦要為救人於水火而疲於奔命；此時，一場五級大火於一座商廈內發生，向一眾救火英雄作出生命的挑戰！

## 演員表

### 駱家
| 演員   | 角色   | 關係／暱稱 |
| 秦 沛  | 駱 信  | 信叔、阿信 原為警察，後因被范瑞燕匿名冤枉貪污而入獄 范瑞燕之夫 郭麗群之舊情人 駱曉峰、駱天祐、駱曉翠之父 胡港基之姨丈 冷落范瑞燕，後於第28集和好 被駱曉峰針對，後於第28集和好 於第22集與駱天祐相認 於第43集為救駱曉峰而中槍，最後康復 |
| 苗金鳳 | 范瑞燕 | 阿燕 精神分裂症患者 駱信之妻 駱曉峰、駱曉翠之母 胡港基之姨媽 郭麗群之情敵 被駱信冷落，後於第28集和好 於第22集刺激郭麗群致其暈倒 於第33集離間駱曉峰、駱天祐 於第35集被駱曉峰揭發其為冤枉駱信貪污之主謀，後被送入精神病院 |
| 羅冠蘭 | 郭麗群 | 群姐、阿群 駱信之旧情人 駱天祐之母 范瑞燕之情敵 何星之暗戀對象，後為其女友，最後分手 於第22集被范瑞燕刺激而暈倒 於第23集因腦癌病逝 |
| 李子雄 | 駱曉峰 | 阿峰、駱sir、大駱sir 於第8集出現 原為高級消防隊長，因在一次處理危險品意外中錯誤決定而受盡指責，于第35集被逼辭職 駱信、范瑞燕之長子 駱曉翠之兄 駱天祐同父異母之兄，於第34集反目，後於第43集和好 胡港基之表哥，於第41集反目 程青雅之前夫、于第15集离婚 沈碧瑤之男友，於第34集分手，並於第41集被其發現假裝患上精神病而反目 針對駱信，後於第28集和好 於第35集辭職 於第37集加入駿發防火用品貿易公司 於第41集誣陷駱天祐在鴻運大厦大火中失職，後因發現洪冬洗黑錢而偷黑錢打算潛逃 於第43集險被洪冬指派的王駿發槍殺，反而槍傷王駿發以及想勸止自己的駱天祐，在失足時仍獲駱天祐盡力拯救，後因非法持有槍械及協助進行多項走私活動被海關拘捕而入獄四年 |
| 吳美珩 | 程青雅 | 駱曉峰之妻，因其維護駱信的偏激行為而決定離婚 駱曉翠、駱天祐之前大嫂 駱信、范瑞燕之前媳婦 胡港基之前表嫂 于第14集怀孕、于第15集流产 |
| 鄧兆尊 | 胡港基 | 基基 消防員 駱信、范瑞燕之姨甥 駱曉峰之表弟，於第41集反目 駱曉翠之表哥 程青雅之表叔仔 沈碧霞之男友，後為其夫 暗戀駱曉翠 |
| 王 喜  | 駱天祐 | 阿祐、細駱sir 南山三虎中的二虎 消防員→見習消防隊長→消防隊長 駱信、郭麗群之私生子 駱曉峰同父異母之弟，於第34集反目，後於第43集和好 與吳大興及司徒拔是小學同學 駱曉翠同父異母之兄 沈碧瑤之好友，於第43集為其男友 滕井悅之筆友兼暗戀對象，後為其男友，最後和平分手並繼續為其好友 於第22集與駱信相認 於第32集升為見習消防隊長，後於第43集升為消防隊長 於第41集被駱曉峰誣陷在鴻運大廈大火中失職 於第43集勸駱曉峰自首時中槍受傷 |
| 梁 琤  | 駱曉翠 | 阿翠、翠姐 消防員 駱信、范瑞燕之幼女 駱曉峰之妹 駱天祐同父異母之妹 胡港基之表妹兼暗戀對象 劉鎮煌之不滿對象，後和好 劉海逸之前女友，於第14集分手，第26集反目 於第25集被劉海逸乘醉强姦 於第27集險被劉海逸再次強姦, 及後與其爭執引致被山泥活埋致死 |

### 劉家
| 演員   | 角色   | 關係／暱稱 |
| 江 漢  | 劉鎮煌 | 鎮煌叔、揸哥（廖家齊專稱） 前鎮煌集團主席 劉海栢、劉海寶之父 劉海逸之養父，後於第26集反目 反對劉海栢當消防員，後接受 因劉海寶間接害死母親而嫌棄並痛恨他，後和好 曾反對駱曉翠嫁入豪門，後和好 廖家齊之好友，後於第38集識破其與劉海逸勾結而反目，並被劉海逸推下山而受傷昏迷 於第42集進行高風險手術後蘇醒 |
| 鄭子誠 | 劉海逸 | Marco、阿逸、打靶仔、賤種（劉鎮煌專用）、死人渣（劉海栢，王駿發專用） 百明集團副主席 張海耀（已故）之子 劉鎮煌之養子，後於第26集反目 劉海栢、劉海寶之兄（無血緣關係），後於第26集反目 駱曉翠之男友，於第14集分手，後於第26集反目 與廖家齊勾結陷害劉鎮煌 與Frankie勾結，後於第38集反目 於第25集強姦駱曉翠 於第26集與Frankie合謀收購鎮煌集團 於第27集間接害死駱曉翠 王駿傑之上司，後於第28集反目並殺害其，後嫁禍劉海栢致其入獄 於第31集派人打傷司徒拔、王駿發 於第33集欺負並撕掉劉海寶的畫 於第38集在畫展再次撕掉劉海寶的畫，推劉鎮煌下山，被王駿發指示與未成年少女發生性行為並被要脅捐錢予弱智人士基金會，後被其派人打傷 於第39集禁錮滕井悅在鴻運大厦中以威脅王駿發，後反被王駿發禁錮，最後被劉海栢救出 於第40集得知劉海栢截肢後嘲諷其 於第41集被王駿發嫁禍殺害Frankie而被判終身監禁 |
| 古天樂 | 劉海栢 | 阿栢 消防員 劉鎮煌之長子，與其不和，並反對其當消防員，後接受並和好 劉海逸之弟（無血緣關係），後於第26集反目 劉海寶之兄，感情要好 駱曉翠之未婚夫 滕井悅之暗戀對象，後為其第二任男友 於第29集被劉海逸嫁禍誤殺王駿傑而入獄 於第32集上訴得直，無罪釋放 於第33集出獄並復職 於第39集因在鴻運大厦大火中救出滕井悅、劉海逸而導致腳部受傷 於第40集截肢，變得自暴自棄 於第42集得知司徒拔自殺身亡後頓悟而裝上義肢 於第43集轉做文職，後成為劍擊冠軍（影射張偉良） |
| 鄧一君 | 劉海寶 | 寶寶、阿寶、傻虎（吳大興、司徒拔專用） 智障人士 劉鎮煌之幼子，因他有缺陷而被其嫌棄兼痛恨，後和好 劉海栢之弟，感情要好 劉海逸之弟（無血緣關係），後於第26集反目 滕井悦之繪畫學生 於第29集出庭為劉海栢作證未遂 於第33、38集被劉海逸欺負並撕掉其畫作 |

### 沈家
| 演員   | 角色   | 關係／暱稱 |
| 谷 峰  | 陸 友  | 友叔 陸茵之父 沈碧瑤、沈碧霞之外公 |
| 朱咪咪 | 陸 茵  | 茵姐 陸友之女 沈碧瑤、沈碧霞之母 |
| 關詠荷 | 沈碧瑤 | 阿瑤，師姐 見習消防隊長→消防隊長→高級消防隊長 陸友之外孫女 陸茵之長女 沈碧霞之姊 駱天祐之歡喜冤家，後暗戀其，於第43集為其女友 葉世輝之前女友 駱曉峰之女友，於第34集分手，於第41集因發現駱曉峰假裝患精神病而與其反目 於第43集升為高級消防隊長 |
| 林芷筠 | 沈碧霞 | 阿霞 陸友之外孫女 陸茵之幼女 沈碧瑤之妹 胡港基之女友，後為其妻 |

### 吳家
| 演員   | 角色   | 關係／暱稱 |
| 夏 萍  | 朱金妹 | 妹姐、南山邨金妹 吳大興、吳美樂之外婆 成鳳之奶奶 吳楚帆、吳君麗之外曾祖母 |
| 錢嘉樂 | 吳大興 | 大興、鬥雞眼（成鳳專用） 南山三虎中的大虎 與司徒拔及駱天祐是小學同學 消防員 朱金妹之外孫 吳美樂之兄，後於第42集反目 於第18集和司徒拔與駱天祐反目，後和好 吳楚帆、吳君麗之父 司徒小虎之舅父 成勒之女婿 成大龍，成二龍之妹夫 於第31集為救司徒拔、王駿發而迎娶成鳳                                                           |
| 陳采嵐 | 成 鳳  | 飛鳳、油麻地飛鳳、果欄小陀地、矮磨碌（吳大興專用） 成勒之幼女 成大龍、成二龍之三妹 吳大興之妻 吳楚帆、吳君麗之母 司徒小虎之舅母 十五歲時曾被判入女童院 於第32集成為吳大興之妻，原被其冷落，後打動其並日久生情 於第43集帶回司徒小虎並與吳大興一同收養其                                                                    |
| 陳彥行 | 吳美樂 | 美樂 為人自甘墮落，水性楊花 朱金妹之外孫女 吳大興之妹，後於第42集反目 司徒拔之妻 司徒小虎之母 於第4集出國留學時懷有司徒小虎 於第30集返回香港 於第36集被人拍下裸照，後得王駿發擺平 勾引王駿發，並於第42集與他酒醉後發生關係，後得知司徒拔被洪冬追殺後與前男友Tom復合並拋棄司徒拔 於第43集證實已拋棄司徒小虎並與Tom遠走他方 |

### 司徒家
| 演員   | 角色     | 關係／暱稱 |
| 余子明 | 司徒根德 | 德叔 蔡杏花之夫 司徒秀麗、司徒拔之父 |
| 余慕蓮 | 蔡杏花   | 花姐 司徒根德之妻 司徒秀麗、司徒拔之母 |
| 梁詠琳 | 司徒秀麗 | 阿麗、恐怖麗 司徒根德、蔡杏花之女 司徒拔之姊，嫌棄其不中用 |
| 鄭敬基 | 司徒拔   | 阿拔 原打算取名司徒拔萃，因司徒根德當年不會寫「萃」字而取現名 南山三虎中的三虎 為人膽小怕死，做事沒恆心，又蠢又沒腦 消防員→駿發防火用品貿易公司員工 司徒根德、蔡杏花之子 與駱天祐及吳大興小學同學 司徒秀麗之弟 吳美樂之夫 司徒小虎之養父 於第18集和吳大興與駱天祐反目，後和好 於第31集被劉海逸派人打傷 於第36集辭職，後加入駿發防火用品貿易公司 於第42集被王駿發誤會偷洪冬的黑錢，後獲其放過並安排潛逃泰國，但因吳美樂離自己而去及找不到駱天祐及吳大興傾訴，萬念俱灰下跳樓自殺身亡 名字諧音：Stupid |

### 王家
| 演員   | 角色   | 關係／暱稱 |
| 黃德斌 | 王駿平 | Ben 王駿發之兄 劉海逸之助手，後於第28集反目，並被其用高球桿擊殺身亡 |
| 馬德鐘 | 王駿發 | 阿發、發記 於第8集出現 原為消防員，後為兄長報仇而投靠洪冬 王駿平之弟 洪冬之契仔 傾慕滕井悅，後因發現滕井悅喜歡劉海栢而放棄 吳美樂之喜歡對象，後拒絕其 擔任消防員時經常兼職以賺錢開酒吧 於第31集被劉海逸派人打傷並在自己的酒吧搗亂，後獲成勒提攜到台灣發展，而酒吧轉讓予駱信接手 於第36集返回香港，後開設駿發防火用品貿易公司 於第38集指使未成年少女與劉海逸發生關係，後派人前往其公司搗亂，再派人打傷劉海逸，並要脅捐錢給弱智人士基金會 於第39集禁錮劉海逸在鴻運大廈中 於第41集派人殺死Frankie，後嫁禍劉海逸（與劉海逸殺害王駿平嫁禍劉海栢同一手段）致入獄 於第42集被洪冬指派對付司徒拔，後放過其 於第43集被洪冬指派對付駱曉峰，反被駱曉峰槍傷，後因非法持有槍械及進行多項走私活動被海關拘捕而入獄七年 |

### 消防訓練學校
| 演員   | 角色  | 關係／暱稱 |
| 夏韶聲 | 何 星 | 何Sir 高級消防隊長、消防教官 追求郭麗群，後為其男友，最後分手 於第5集為救學員而墮樓，於第6集甦醒 於第21集飛往英國受訓 於第33集返回香港，鼓勵劉海栢復職 |
| 陳狄克 | 鄧Sir | 消防總隊目、消防訓練學校助教 |
| 彭國樑 | 葉Sir | |
| 李煌生 | 潘Sir | |
| 鄧英敏 | 李Sir | |
| 劉深宜 |       | 消防學員 |
| 鄧建邦 |       | 消防學員 |
| 鍾建文 |       | 消防學員 |
| 李啟傑 |       | 消防學員 |
| 嚴文軒 |       | 消防學員 |
| 郭卓樺 |       | 八鄉消防員 |
| 何偉業 |       | 見習消防隊長 沈碧瑤同學 |
| 張俊華 |       | 見習消防隊長 沈碧瑤同學 |
| 吳亦謙 |       | 見習消防隊長 沈碧瑤同學 |
| 劉家聰 |       | 見習消防隊長 沈碧瑤同學 |
| 何君龍 |       | 見習消防隊長 沈碧瑤同學 |
| 甘子正 |       | 見習消防隊長 沈碧瑤同學 |
| 盧卓南 |       | 見習消防隊長 沈碧瑤同學 |

### 慈雲山消防局

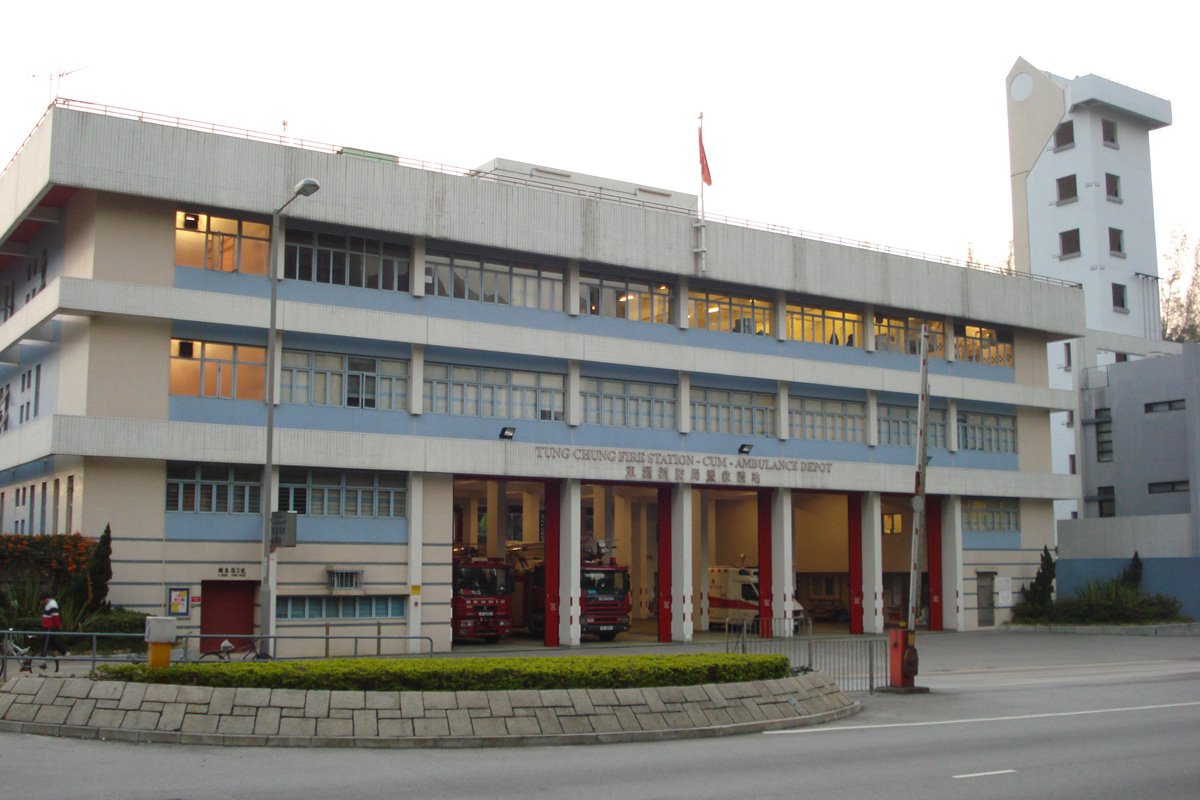
劇中的慈雲山消防局取景於東涌消防局

| 演員   | 角色   | 關係／暱稱                                                                                  |
| 楊子韜 | -      | 區長 於第10集出現                                                                           |
| 李岡龍 | 岑 公  | 助理消防區長 於第8集出現                                                                    |
| 李子雄 | 駱曉峰 | 高級消防隊長 參見駱家                                                                       |
| 關詠荷 | 沈碧瑤 | 消防隊長、高級消防隊長 參見沈家                                                             |
| 王 喜  | 駱天祐 | 見習消防隊長、消防隊長 參見駱家                                                             |
| 程小龍 | 關成武 | 頸叔 於第8集出現 消防總隊目 東東之父 於第39集在鴻運大厦大火中救人時因樓梯突然塌下而被火燒死 |
| 馬德鐘 | 王駿發 | 消防員，於第29集辭職 參見王家                                                               |
| 錢嘉樂 | 吳大興 | 參見吳家                                                                                    |
| 鄭敬基 | 司徒拔 | 參見司徒家                                                                                  |
| 鄧兆尊 | 胡港基 | 參見駱家                                                                                    |
| 古天樂 | 劉海栢 | 於第34集加入 參見劉家                                                                       |
| 葉振聲 | 鎮 長  | 有點神經緊張                                                                                |
| 洪天明 | 四 叔  |                                                                                             |
| 林敬剛 | 狗 蝨  |                                                                                             |
| 鄧汝超 | 車 神  | 駕車技術超能                                                                                |

### 長洲消防局
| 演員   | 角色   | 關係／暱稱            |
| 古天樂 | 劉海栢 | 參見劉家              |
| 梁 琤  | 駱曉翠 | 首位女消防員 參見駱家 |
| 邱萬城 | 肥 仔  |                       |
| 王俊棠 | 阿 榮  |                       |
| 曾健明 | 老 總  |                       |
| 李煒棋 | 添 哥  |                       |
| 黃振威 |        | 消防員                |

### 鑽石山消防局
| 演員   | 角色   | 關係／暱稱 |
| 陳榮峻 | 丁隊長 |            |
| 古天樂 | 劉海栢 | 參見劉家   |
| 鄧兆尊 | 胡港基 | 參見駱家   |
| 邱萬城 | 肥 仔  |            |

### 其他演員
| 演員   | 角色             | 關係／暱稱 |
| 李珊珊 | 滕井悅           | 阿悅 中日混血兒 暗戀劉海栢，後為其第二任女友 駱天祐之筆友兼暗戀對象，後為其女友，後分手 王駿發之喜歡對象，後拒絕其，但仍然作为普通朋友 於第27集因山泥傾瀉被困，獲駱曉翠協助成功逃出但受傷 於第34集離開香港 於第37集返回香港 於第39集被劉海逸禁錮在鴻運大厦中以威脅王駿發，後被劉海栢救出 於第41集劉海栢提出分手再次離開香港去流浪 於第43集回港並與劉海栢復合 |
| 郭耀明 | 葉世輝           | 阿輝 警察 沈碧瑤之前男友，因不忠而被其提出分手，後和好 駱天祐之好友 |
| 陳楚翹 | Fiona            | |
| 蔡國慶 | 廖家齊           | 齊叔 劉鎮煌之前助手，後因被識破與劉海逸勾結而反目 於第28集換掉劉海逸之犯罪證據 |
| 戴志偉 | Frankie          | 百明集團主席、黑幫頭目 成勒之前手下 與劉海逸勾結，後於第38集反目 於第26集與劉海逸合謀收購鎮煌集團 於第41集被王駿發派人殺死以嫁禍劉海逸 |
| 李家鼎 | 成 勒            | 勒哥 黑幫龍頭 成大龍、成二龍、成鳳之父 吳大興之岳父 Frankie之前老大 於第31集出面救司徒拔、王駿發，後提攜王駿發到台灣發展 |
| 華忠男 | 成大龍           | 黑幫頭目 成勒之長子 成二龍、成鳳之大哥 |
| 黃仲匡 | 成二龍           | 黑幫頭目 成勒之次子 成大龍之二弟 成鳳之二哥 |
| 金興賢 | 洪 冬            | 洪爺 台灣黑幫龍頭 王駿發之契爺 於第41集被駱曉峰發現洗黑錢 於第42集指派王駿發對付司徒拔 於第43集指派王駿發對付駱曉峰 |
| 駱達華 | Peter            | 律師 駱天祐之好友 於第28集擔任劉海栢之代表律師 |
| 梁健平 | 檢控官           | 於第28集在王駿傑被殺一案中擔任檢控官 |
| 譚一清 | 法 官            | 於第28集在王駿傑被殺一案中擔任法官 |
| 麥子雲 | 白粉超           | 賊人 於第28集搶劫劉海寶 於第32集出庭為劉海栢作證 |
| 孫恩明 | Tom              | 吳美樂之前男友 司徒小虎之生父 於第42集與吳美樂復合 |
| 區 嶽  | 馬老闆           | |
| 呂劍光 | 雲 叔            | |
| 黎秀英 | 姑 婆            | |
| 曹 濟  | 管理員           | 善美大廈管理員 |
| 陳中堅 | 公 公            | |
| 虞天偉 | 健身院老闆       | |
| 王維德 | 消防員           | |
| 李志華 | 阿 偉            | |
| 譚權輝 | 阿 康            | |
| 孫季卿 | 表舅公           | |
| 何美好 | 阿美             | |
| 魏惠文 | Roger            | 沈碧瑤之前上司（第3集） |
| 雷穎怡 | 女職員           | |
| 楊證樺 | Bill             | |
| 湯俊明 | 記者Joe          | |
| 張漢斌 | 記 者            | |
| 林富偉 | 狂 徒            | |
| 施 敏  | 珠寶店店員       | |
| 勞少娟 | 輝女伴/護士      | |
| 汪曉文 | Sandy            | |
| 潘冰嫦 | 蘭               | 范瑞燕之好友 |
| 李海生 | 標               | |
| 黃月明 | 靓女             | |
| 黃偌儀 | 金髮少女         | |
| 陳勉良 | 打冷店伙計       | |
| 薛崇基 | 阿 華            | |
| 葉世康 | Saxophone樂手    | |
| 黃成想 | 小孩父親         | |
| 黃芍君 | Esther           | |
| 李慧萍 | Mandy            | |
| 文潔雲 | 芬               | 關成武之前妻 |
| 河國榮 | Mr. Stephen      | 芬丈夫 |
| 張裕東 | 東 東            | 關成武之子 |
| 麥嘉倫 | 國               | |
| 凌 漢  | 九 叔            | |
| 馮瑞珍 | 八 嬸            | |
| 呂劍光 | Daniel           | |
| 黃天鐸 | 漫畫店老闆       | |
| 歐家瑋 | 成鳳友人         | |
| 曾慧雲 | 菜 販            | |
| 陳紫媚 | 街頭美女         | |
| 邵卓堯 | 阿 標            | |
| 李子奇 | 阿 楊            | |
| 郭德信 | 醫 生            | |
| 杜大偉 | 侍 應            | |
| 黃月明 | 護 士            | |
| 陳肖明 | 護 士            | |
| 陳中堅 | 管理員           | |
| 楊證樺 | 救護員           | |
| 尤 程  | 孕 婦            | |
| 石 云  | 老 闆            | |
| 游 飈  | 經 理            | |
| 張松枝 | 經 理            | |
| 方 傑  | 醫 生            | |
| 蘇麗明 | 店 員            | |
| 呂幹文 | CID              | |
| 黃煒林 | William          | 律師 |
| 趙淑儀 | Sandy            | |
| 張智軒 | 設計師           | |
| 陳勉良 | 老 闆            | |
| 何啟南 | CID              | |
| 黎秀英 | 蓮 嬸            | 清潔工人 |
| 古明華 | 陪審員           | |
| 陳燕航 | 陪審員           | |
| 蔣 克  | 書 記            | |
| 談泉慶 | 醫 生            | |
| 鄧煜榮 | 業 主            | |
| 李鴻杰 | 漫畫社老闆       | |
| 張松枝 | 阿 強            | |
| 劉志清 | 劉海逸手下       | |
| 戴耀明 | Frankie手下      | |
| 羅君左 | 註冊官           | |
| 周凱珊 | 註冊官秘書       | |
| 何嘉麗 | 莊姑娘           | |
| 王偉樑 | 陳主任           | |
| 洪菁儀 | 婚紗店店員       | |
| 招石文 | 出版商/法官      | |
| 鄺佐輝 | 葉教授           | |
| 伍燕妮 | 輝新娘           | |
| 鄭家生 | 陳先生           | |
| 梁輝宗 | David            | |
| 何綺敏 | May              | |
| 伍慧珊 | Judy             | |
| 劉倫寶 | Suki             | |
| 施 敏  | 珍               | |
| 鍾建文 | 文               | |
| 游 飈  | 剛               | 家私店店員 |
| 黃 新  | 周老闆           | 家私店老闆 |
| 劉永健 | Simon            | |
| 黃澤鋒 | Edmond           | |
| 關 菁  | 張時廣           | |
| 黃鳳瓊 | 兒科醫生         | |
| 楊子韜 | 區 長            | |
| 陳紫媚 | 記 者            | |
| 郭卓樺 | 王駿發手下       | |
| 何君龍 | 王駿發手下       | |
| 歐家瑋 | CID              | |
| 杜大偉 | 洪冬手下         | |
| 李啟傑 | 洪冬手下         | |
| 黃成想 | 餐廳老闆         | |
| 梁雪湄 | 沈碧霞之婚禮姊妹 | |

## 特色
大部分角色名字均取自香港的公共屋邨、居屋、私人屋苑、鄉村以及街道的名稱。較明顯的例子包括：
蔡杏花－杏花邨
郭麗群－麗群閣
范瑞燕－瑞燕大廈
劉海栢－海栢花園
劉海逸－海逸豪園
劉海寶－海寶花園
沈碧瑤－碧瑤灣
沈碧霞－碧霞花園
司徒根德－地利根德閣/根德道
王駿發－駿發花園
駱曉峰－曉峰閣/曉峰園/曉峯灣畔
駱曉翠－曉翠山莊/曉翠街
駱天祐－天祐苑
吳大興－大興邨/大興花園
吳美樂－美樂花園
司徒拔－司徒拔道
胡港基－港基大廈
程青雅－青雅苑等等。
此外，本劇與兩套續集《烈火雄心II》及《烈火雄心3》，故事並沒有連接起來。每輯均是個新的劇情，只有王喜是每輯都擔當主角的，但他於每輯的角色均不同。
此外，劇中的「慈雲山消防局」現實為東涌消防局，而劇中的「鑽石山消防局」現實為將軍澳消防局（現改名為寶琳消防局）。

## 影碟發行
以下所有影碟發行均由電視廣播(國際)有限公司授權：
香港發行代理商現代音像(國際)有限公司於2003年推出發行了《烈火雄心》VCD影碟零售版本，同時此影碟分別推出發行了硬盒版及鐵盒版（其中硬盒版影碟共分為兩盒），此影碟將已播放的集數並製作成28隻碟作為片段完整及無刪剪版本，每隻碟跟電視劇的每集片長約60分鐘一樣，設有粵語及國語發音版本並配上繁體中文字幕，另外隨碟附送製作特輯VCD一隻（其中硬盒版內有製作特輯影碟設置在第一盒影碟裡）。
台灣發行代理商弘音多媒體科技股份有限公司於2008年推出發行了《烈火雄心》DVD影碟零售版本，此影碟收錄全套43集，共8隻碟，設有粵語及國語發音版本並配上非隱藏繁體中文字幕。
馬來西亞發行代理商Multimedia Entertainment Sdn Bhd於2008年推出發行了《烈火雄心》DVD影碟零售版本，此影碟收錄全套43集，共8隻碟，設有粵語及國語發音版本，自選開啟或關閉簡體中文及馬來文字幕。
TVB於2021年7月起將官方完整版放到TVB官方Youtube頻道播放。（並非足本版本）

## 軼事
- 此劇是梁琤首部在無綫電視演出的劇集。
- 此劇是關詠荷、朱咪咪丶马德钟和葉振聲繼《陀枪师姐》後再度合作。
- 此劇是秦沛、關詠荷、古天樂、鄧一君繼《美味天王》後再度合作。
- 此劇於2016年在TVB星河頻道及2019年第四次在翡翠台重播時，因無綫電視於2016年與多間音樂公司鬧翻，導致大部分配樂都不能夠使用而需重新配樂。

## 收視
以下是本劇在香港首播的集數之播映紀錄：
| 週次 | 集數  | 日期                                     | 平均收視            | 收視百分比 |
| ---- | ----- | ---------------------------------------- | ------------------- | ---------- |
| 1    | 01-05 | 1998年10月12日-10月16日                  | 30點（183.1萬觀眾） | 81%        |
| 2    | 06-10 | 1998年10月19日-10月23日                  | 32點（194.9萬觀眾） | 82%        |
| 3    | 11-15 | 1998年10月26日-10月30日                  | 31點（188.4萬觀眾） | 78%        |
| 4    | 16-20 | 1998年11月2日-11月6日                    | 31點（184.4萬觀眾） | 81%        |
| 5    | 21-25 | 1998年11月9日-11月13日                   | 33點（188.9萬觀眾） | 81%        |
| 6    | 26-29 | 1998年11月16日-11月20日 （11月19日除外） | 31點（188.9萬觀眾） | 80%        |
| 7    | 30-34 | 1998年11月23日-11月27日                  | 31點（187.7萬觀眾） | 80%        |
| 8    | 35-39 | 1998年11月30日-12月4日                   | 33點（198.4萬觀眾） | 82%        |
| 8    | 40-41 | 1998年12月5日                            | 37點（222.1萬觀眾） | 92%        |
| 8    | 42-43 | 1998年12月6日                            | 41點（248.1萬觀眾） | 90%        |

## 獎項
- 1998年度電視欣賞指數調查：最佳電視節目第七位
- 1999年度壹電視大獎：十大電視節目第四位
- 1999年度壹電視大獎：十大電視藝人 - 第六位：關詠荷
- 1999年度壹電視大獎：魅力眼神藝人：古天樂
- 亞太電視大獎（99）最佳電視劇大獎

## 外部連結
- 無綫電視官方網頁（TVBI） - 烈火雄心 （页面存档备份，存于）
- 互联网电影数据库（IMDb）上《烈火雄心》的资料（英文）
- 豆瓣电影上《烈火雄心》的資料 （简体中文）
- 烈火雄心 - myTV SUPER （页面存档备份，存于）

## 電視節目的變遷
| 香港 無綫電視翡翠台 星期一至五 21:35-22:35 · 11月19日暫停播映 · 12月5、6日（星期六、日）20:30-22:30 | 香港 無綫電視翡翠台 星期一至五 21:35-22:35 · 11月19日暫停播映 · 12月5、6日（星期六、日）20:30-22:30 | 香港 無綫電視翡翠台 星期一至五 21:35-22:35 · 11月19日暫停播映 · 12月5、6日（星期六、日）20:30-22:30 |
| --------------------------------------------------------------------------------------------------- | --------------------------------------------------------------------------------------------------- | --------------------------------------------------------------------------------------------------- |
| | 烈火雄心 （1998.10.12 - 1998.12.06）                                                                | |
| 妙手仁心 （1998.08.31 - 1998.10.10）                                                                | 冤家宜結不宜解 （1998.12.07 - 1999.01.01）                                                          | |

| 香港 無綫電視翡翠台 星期二至六（星期一至五深夜） 00:35-01:35 | 香港 無綫電視翡翠台 星期二至六（星期一至五深夜） 00:35-01:35 | 香港 無綫電視翡翠台 星期二至六（星期一至五深夜） 00:35-01:35 |
| ------------------------------------------------------------ | ------------------------------------------------------------ | ------------------------------------------------------------ |
|                                                              | 烈火雄心 （2000.07.04 - 2000.08.31）                         |                                                              |
| 爆熱時空 （2000.06.15 - 2000.07.01）                         | 甜心寶貝女 （2000.09.01 - 2000.09.16）                       |                                                              |

| 香港 無綫電視翡翠台 星期一至五 14:40-15:35 | 香港 無綫電視翡翠台 星期一至五 14:40-15:35 | 香港 無綫電視翡翠台 星期一至五 14:40-15:35 |
| ------------------------------------------ | ------------------------------------------ | ------------------------------------------ |
|                                            | 烈火雄心 （2004.06.07 - 2004.08.05）       |                                            |
| 聖劍天嬌 （2004.06.02 - 2004.06.04）       | 廉政追擊 （2004.08.06 - 2004.08.11）       |                                            |

| 香港 無綫電視翡翠台 星期二至六（星期一至五深夜） 00:15-01:20 | 香港 無綫電視翡翠台 星期二至六（星期一至五深夜） 00:15-01:20 | 香港 無綫電視翡翠台 星期二至六（星期一至五深夜） 00:15-01:20 |
| --- | ------------------------------------------------------------ | ------------------------------------------------------------ |
| | 烈火雄心 （2014.02.26 - 2014.04.25）                         |                                                              |
| 律政新人王II （2014.01.03 - 2014.01.30） 玩嘢王 （非戲劇節目） (2014.02.01 - 2014.02.07) 2014索契冬季奧運會賽事全接觸 （非戲劇節目） （2014.02.11 - 2014.02.25） | 烈火雄心II （2014.04.26 - 2014.06.12）                       |                                                              |

| 香港 無綫電視翡翠台 星期一至日 23:50-00:55 | 香港 無綫電視翡翠台 星期一至日 23:50-00:55 | 香港 無綫電視翡翠台 星期一至日 23:50-00:55 |
| ------------------------------------------ | ------------------------------------------ | ------------------------------------------ |
|                                            | 烈火雄心 （2019.06.13 - 2019.07.26）       |                                            |
| 法證先鋒III （2019.05.14 - 2019.06.12）    | 烈火雄心II （2019.07.27 - 2019.09.04）     |                                            |